# ألم عضلي
الألم العضلي أو الوجع العضلي هو عرض يظهرُ في العديد من الأمراض والاضطرابات. من الأسباب الأكثر شيوعا هي الاستخدام المفرط أو الإفراط في تمدد عضلة أو مجموعة من العضلات. الألم العضلي دون تاريخ ضربة غالبا ما تكون بسبب عدوى فيروسية. على المدى الطويل قد يكون مؤشرا لوهن عضلي أيضي، وبعض حالات نقص التغذية أو متلازمة التعب المزمن.

## الأسباب
الأسباب الأكثر شيوعا للألم العضلي هي الإفراط في الاستخدام، الاصابة أو الضغط. ومع ذلك، يمكن أيضا أن يكون سبب الألم العضلي ناتج عن الأمراض، والاضطرابات، والأدوية، أو كرد فعل نتيجة للتلقيح. ويمكن أن يكون أيضا علامة على الرفض الحاد بعد جراحة زرع القلب.
الأسباب الأكثر شيوعا هي:
- الإصابة أو الصدمات بما في ذلك الالتواء والشد
- الإفراط: استخدام العضلات كثيرا، في كثير من الأحيان
- التوتر أو الإجهاد

آلم العضلات قد يكون بسبب:
- بعض الأدوية، بما في ذلك:
  - مثبطات ACE لخفض ضغط الدم
  - الكوكايين
  - الستاتين لتخفيض الكوليسترول
- التهاب الجلد
- الاختلالات بالإلكتروليتات مثل البوتاسيوم أو الكالسيوم القليل جدا
- فيبروميالغيا
- العدوى، بما في ذلك:
  - الإنفلونزا (الإنفلونزا)
  - مرض لايم
  - الملاريا
  - حمى الضنك
  - الحمى النزفية
  - خراج العضلات
  - شلل
  - حمة جبال الروكي المبقعة
  - مرض دودة الخنزير (الدودة)
- لوبوس
- ألم العضلات الروماتزمي
- التهاب العضلات
- انحلال الربيدات

### الإفراط
الإفراط في استخدام عضلة كثيرا في وقت قصير أو في كثير من الأحيان.
ومن أمثلة ذلك:
- إصابات الإجهاد المتكررة.

### الإصابات
الأسباب الأكثر شيوعا للألم عضلي بواسطة الاصابة هي: الالتواء وشد.

### الذاتية
التصلب المتعدد، الم عضلي لالتهاب الدماغ، التهاب العضل، الذئبة الحمامية، حمى البحر الأبيض المتوسط العائلية، التهاب الشرايين العقدي، داء ديفيتش، القشيعة

### خلل الأيض
عوز إنزيم كارنيتين بالميتويل ترانسفيراز 2، متلازمة كون، قصور الغدة الكظرية، فرط الغدة الدرقية، قصور الغدة الدرقية

### أخرى
متلازمة التعب المزمن، متلازمة إهلرز دانلوز، نقص بوتاسيوم الدم، تعصب الرياضة، كثرة الخلايا البدينة، الاعتلال العصبي المحيطي، متلازمة فرط الحمضات العضلي، فيبروميالغيا، حمى باركو، حلأ، وجع العضلات المتأخر، الإيدز، فيروس HIV، الأورام الناجمة عن لين العظام، متلازمة الم لذة الجماع

### أدوية
الأكريلاميد، الأسبرين، كوليسيفيلام، داربوبويتين ألفا، دارونافير، دابتوميسين، إزيتمايب، ibandronate الصوديوم، إيبوبروفين، إميكويمود، انترفيرون، يسوتريتينوين، بروكاييناميد، quinupristin / dalfopristin، الستاتين، سماتربتان، نيلوتينيب، التيوتروبيوم، علاج الحالة، زولميتريبتان، زوكور.

### متلازمات الانسحاب
توقف الأفيونيات فجأة، أو الباربيتورات، أو البنزوديازيبينات أو كحول يمكن أن يحدث ألم عضلي.